# Шазле (замок)
Шазле (фр. Château de Chazelet) — средневековый замок, серьёзно перестроенный в XVI веке. Расположен в коммуне Шазле, в департаменте Эндр, в округе Ле-Блан, в историческом регионе Центр — Долина Луары, Франция. Признан охраняемым памятником архитектуры. По своему типу относится к замкам на воде.

## История

### Ранний период

Герб рода де Бросс

Укрепления в этом месте в долине реки Аблу появились в XIII веке. Первым известным владельцем поместья был Эмбер де Гере. Письменное упоминание об этом содержится в документах 1285 года. Из-за равнинного характера местности крепость пришлось строить на искусственном острове. В XIV веке накануне Столетней войны собственниками Шазле стали представители могущественной семьи графов Бросс. Уже в ходе масштабного конфликта между англичанами и французами в 1369 году поместье Шазле перешло во владение Гийома де Лажа. Этот дворянин служил капитаном Венсенской королевской кавалерии в Париже. Он прославился подвигами в Лимузене и Перигоре, чем снискал милости короля. Владение Шазле оставалось в руках семьи Лаж до 1540 года.

### ЭпохаРенессанса

Герб рода Ла Тремуй

В XVI веке замок оказался во владении рода По. Тогда он  в ходе перестройки приобрёл свой современный вид, который позднее в ходе неоднократных ремонтных работ и реконструкций практически не изменился. Сохранилось имя сеньора, который стал инициатором строительства. Это был дворянин Франсуа По. В 1540 году он женился на дочери Ренье де Лажа и таким образом стал собственником комплекса. 
Франсуа По, принадлежавший к влиятельной дворянской семьей По, получил от сюзерена, графа Шатору, право «построить в Шазле замок в виде крепости со рвами и подъёмным мостом». По его приказу нового владельца на месте строго замка появился новый. От прежнего сооружения сохранились фундаменты, основания стен и башен. Сам обновлённый комплекс стал одной из последних крепостей Франции в средневековом стиле. При въезде в замок можно увидеть герб рода По.
У Франсуа По был сын —Франциск II По, который женился на Габриэль де Рошешуар, родственнице Екатерины Медичи. Эта знаменитая женщина посетила замок во время Религиозных войн.
В 1555 году состоялась свадьба Сюзанны По, дочери Франциска II По (который не имел сыновей), с Франсуа де ла Тремуй. Таким образом, Шазле перешёл во владение семьи семьи Тремуй.
Франсуа де ла Тремуй также не имел сыновей. В 1595 году его младшая дочь Луиза вышла замуж за Гийома д'Обюссона, который и стал новым владельцем Шазеле. Этот дворянин был похоронен 17 мая 1638 года в семейном склепе замковой часовни. В браке Луизы и Гийома родилось восемь детей. В том числе, среди них были сразу трое будущих рыцарей Мальтийского ордена: Роберт, Уильям и Шарль. Именно Шарль д'Обюссон, покинувший рыцарское братство и женившийся 11 июня 1641 года на Анне До, оказался владельцем замка. Более чем через 20 лет, 16 июля 1664 года, он был похоронен в склепе замковой часовни.
У Шарля было две дочери —  Анна-Тереза-Габриель и Екатерина-Гиацинта. После смерти отца они совместно правили поместьем вплоть до свадьбы Екатерины с Франсуа Вертамоном в сентябре 1693 года (он был советником Большой палаты парламента Парижа с 1672 года). После смерти Екатерины-Гиацинты д'Обюссон поместье Шазле с замком досталось семье Вертамон. Однако и этот род не смог надолго сохранить права собственности. От Франсуа в замке осталась библиотека с ценными редкими книгами.  
23 августа 1729 года имение было продано с аукциона Людовику Магделону II, графу де Турпен-Криссе. Этот человек был женат на Франсуазе де Дуо. В браке не родилось детей. В результате Шазле унаследовал брат Франсуазы де Дуо. Это произошло около 1760 года. Луи-Жозеф Дуо был женат на Мари-Аделаиде де Рогр де Лузиньян де Шампиньель, также известной как маркиза де Дуо. После её смерти владельцем замка стал племянник маркизы. В 1825 году его дочь продала поместье со всеми постройками. Новыми собственниками стали представители семьи ле Тильер.

### Вторая половина XIX века — XX век
Благодаря умелому управлению новых хозяев поместье Шазле приносило внушительные доходы. В сельскохозяйственной деятельности использовались самые прогрессивные методы той эпохи. Население прилегающей к замку деревни в середине XIX века достигало 500 человек.
Драматические события Первой и Второй мировой войны мало затронули Шазле. Замок не пострадал в ходе боевых действий. При этом комплекс всё время оставался обитаемым. Башни  и стены прекрасно сохранились. В том числе благодаря своевременным ремонтным работам.
Графы де Тильер оставались владельцами имения до 1992 года, пока Шазле не было выставлено на продажу. Новым собственником стал богатый французский предприниматель Франсуа Уссен.

## В массовой культуре и в инновациях

### Таинственное дело маркизы де Дуо

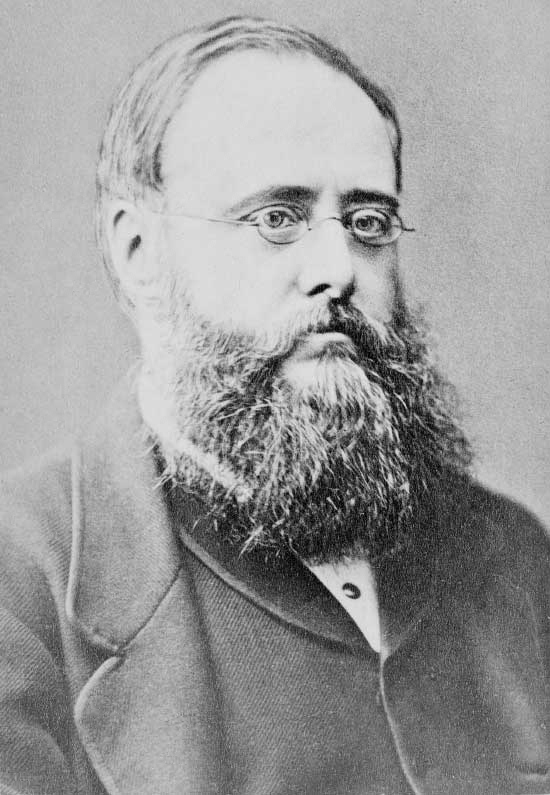
Уилки Коллинз

С замком Шазеле связано известное дело маркизы де Дуо. В историю она вошла под прозвищем Лжемаркиза. Эта женщина оказалась фигуранткой судебного процесса, который начался во времена Великой Французской революции и затянулся почти на 40 лет. Многие авторы черпали вдохновение в этой истории для своих литературных произведений. В частности, Уилки Коллинз с «Женщиной в белом» и Жорж Ленотр с «Женщиной без имени».

### Александр Дюма и замок

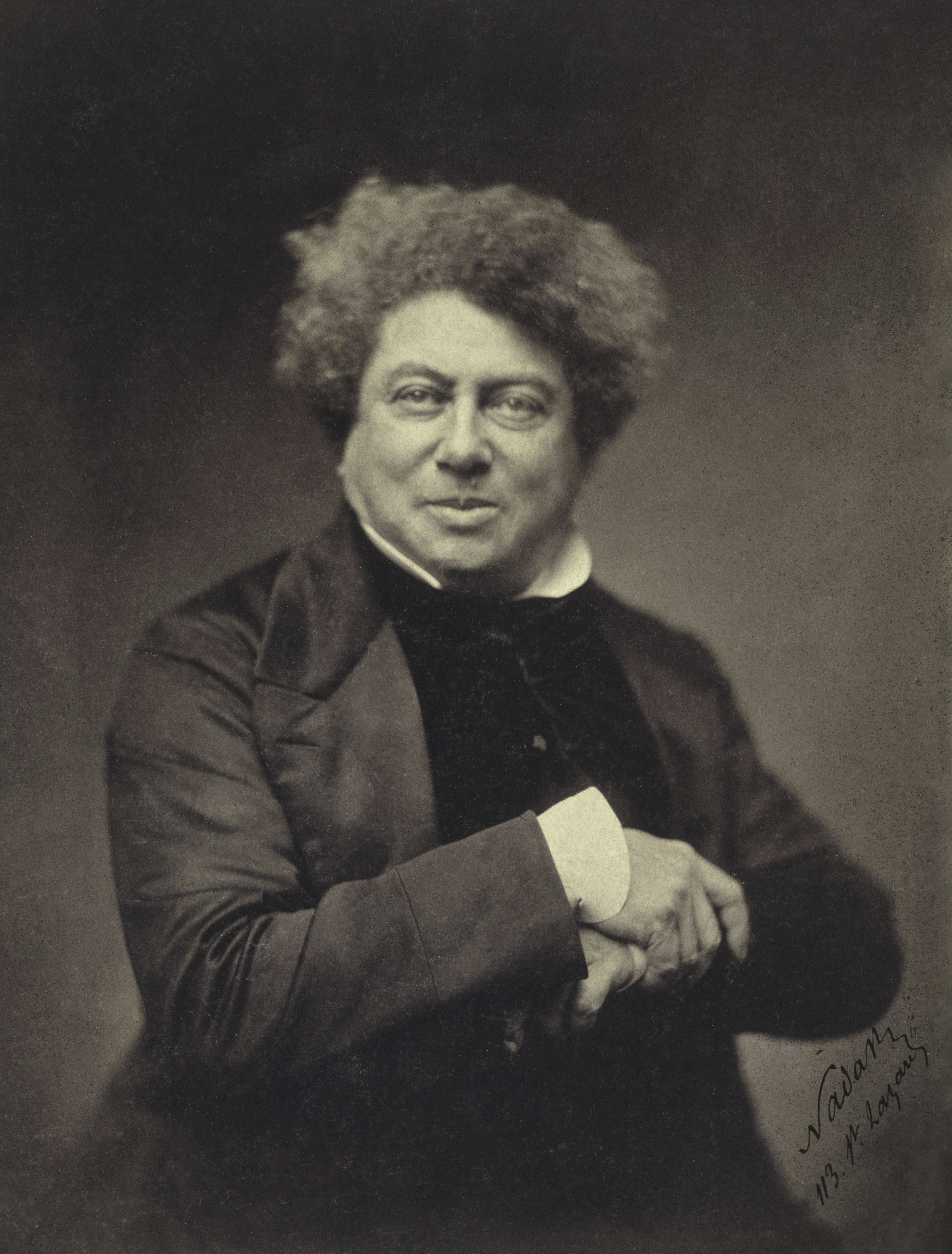
Александр Дюма-старший

Александр Дюма-старший опубликовал два романа, действие которых происходит в замке Шазеле: «Таинственный доктор» и «Дочь маркиза». Знаменитый французский писатель несколько раз навещал владельца замка, графа Тильера. Литератор получил в подарок шёлковый с серебряными нитями гобелен с изображением женщины с единорогом. Несколько лет спустя Дюма подарил этот гобелен Виктору Гюго.

### Первый в мире железобетонный мост
В 1860-х годах над модернизацией старого замка работал архитектор Альфред Довернь. Тогдашний владелец, граф Топинар де Тильер, хотел построить дополнительный мост через ров. Довернь предложил построить металлический мост. Однако хозяин Шазле решил поручить ему строительство железобетонного моста. Буквально наканцне заявку на патент на подобную технологию получил Жозеф Монье. В итоге в 1875 году Монье лично приехал в Шазле, где и занялся строительством первого в мире моста из железобетона.

## Описание

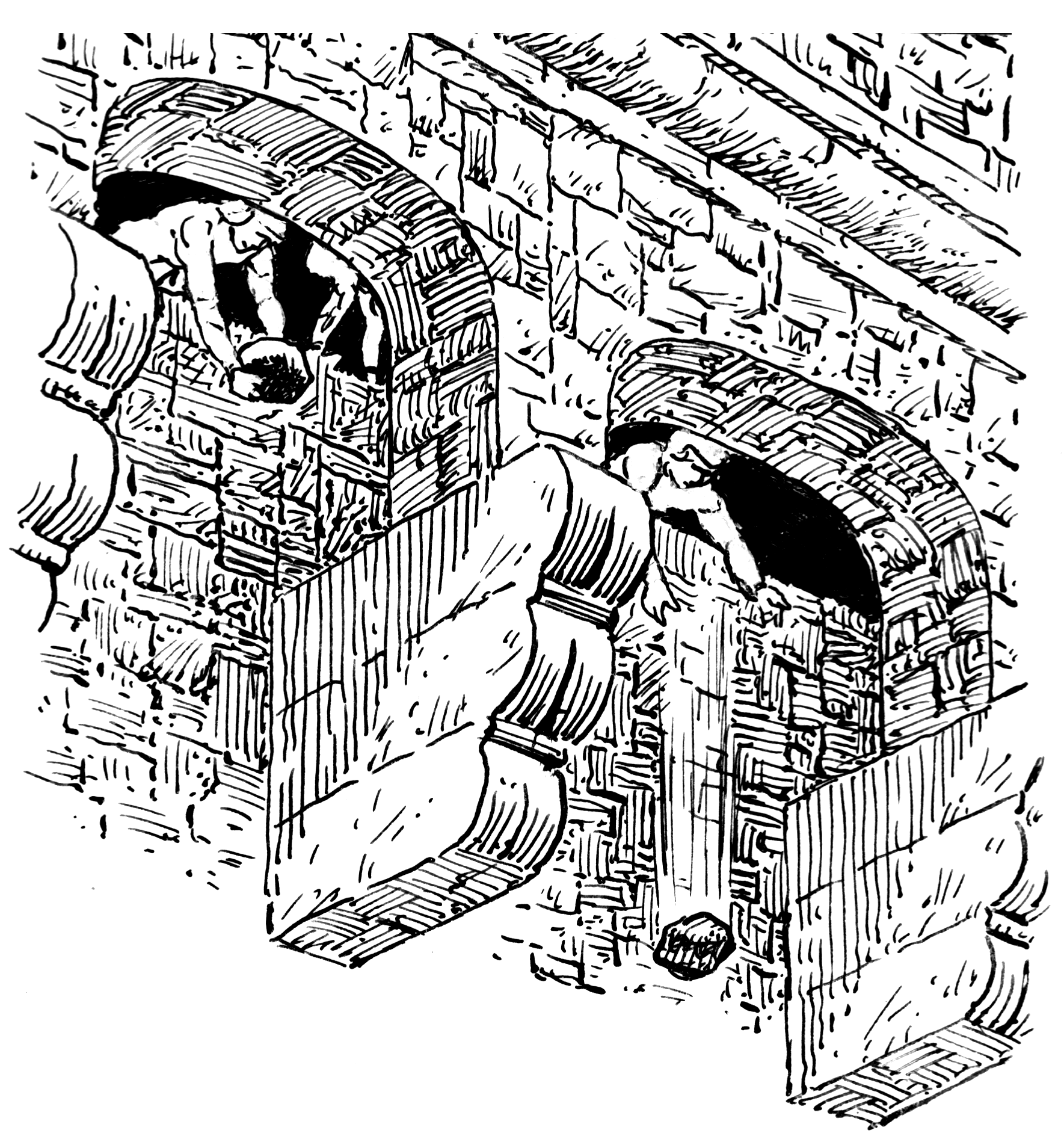
Защитники крепости сбрасывают на штурмующих камни из бретеша

Свой современный вид замок приобрёл в начале XVI века. Сооружение почти целиком занимает искусственный остров квадратной формы. На нём построены пять круглых башен с узкими бойницами, которые соединены высокими каменными стенами. Снаружи крепость окружает ров, наполненный водой. Интересно, что водоём также имеет квадратную форму. Изначально попасть внутрь можно было только по подъёмному мосту через квадратную башню с воротами. Важными фортификационными дополнениями были машикули и бретеши.

## Современное использование
В настоящее время замок остаётся в частной собственности. По договорённости с владельцами возможно индивидуальной посещение  Шазле. Ежегодно около замка при поддержке местного муниципалитета проводится фестиваль средневековой культуры.

## Галерея

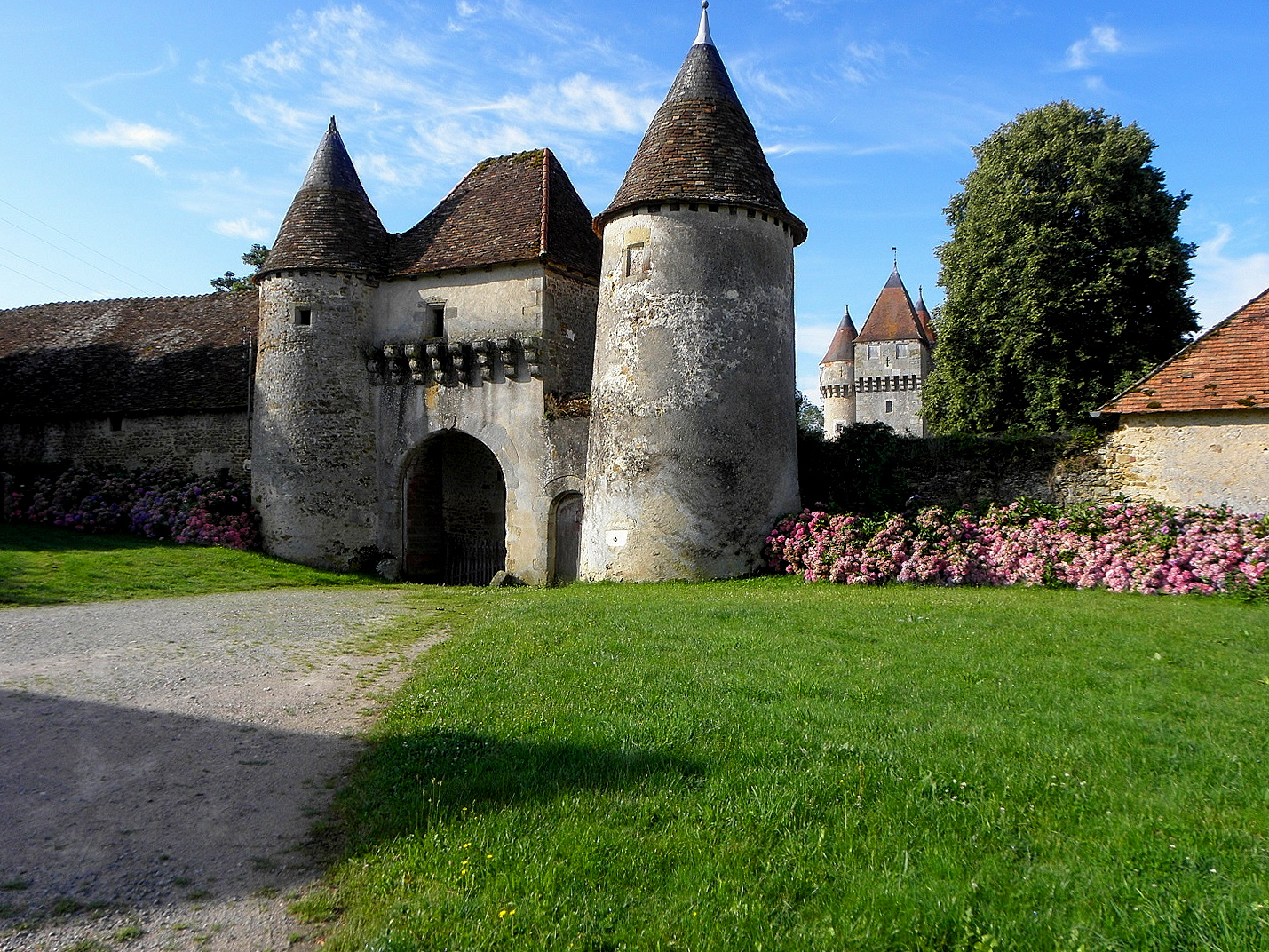
Замковая сторожка
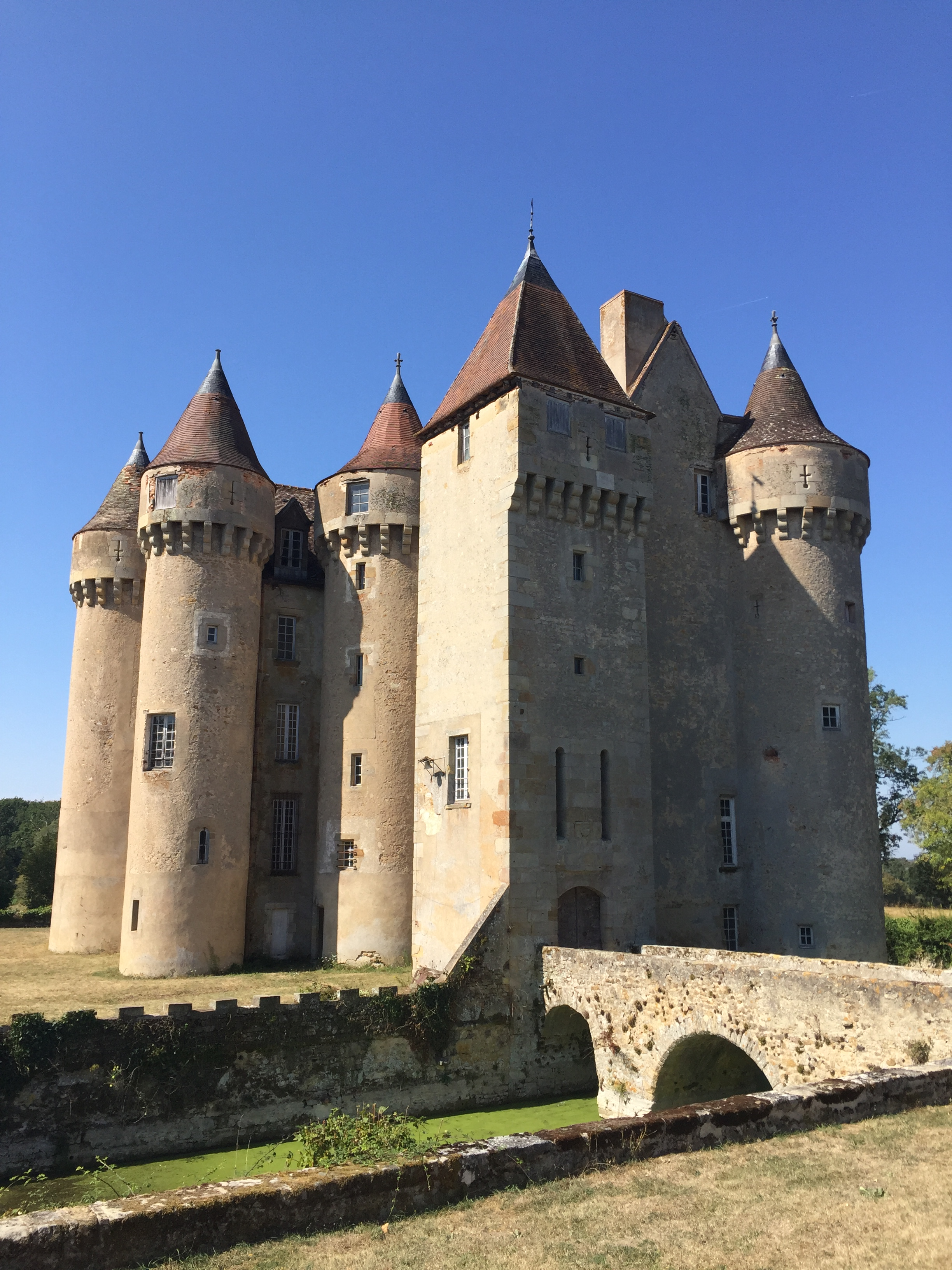
Замковая башня с воротами
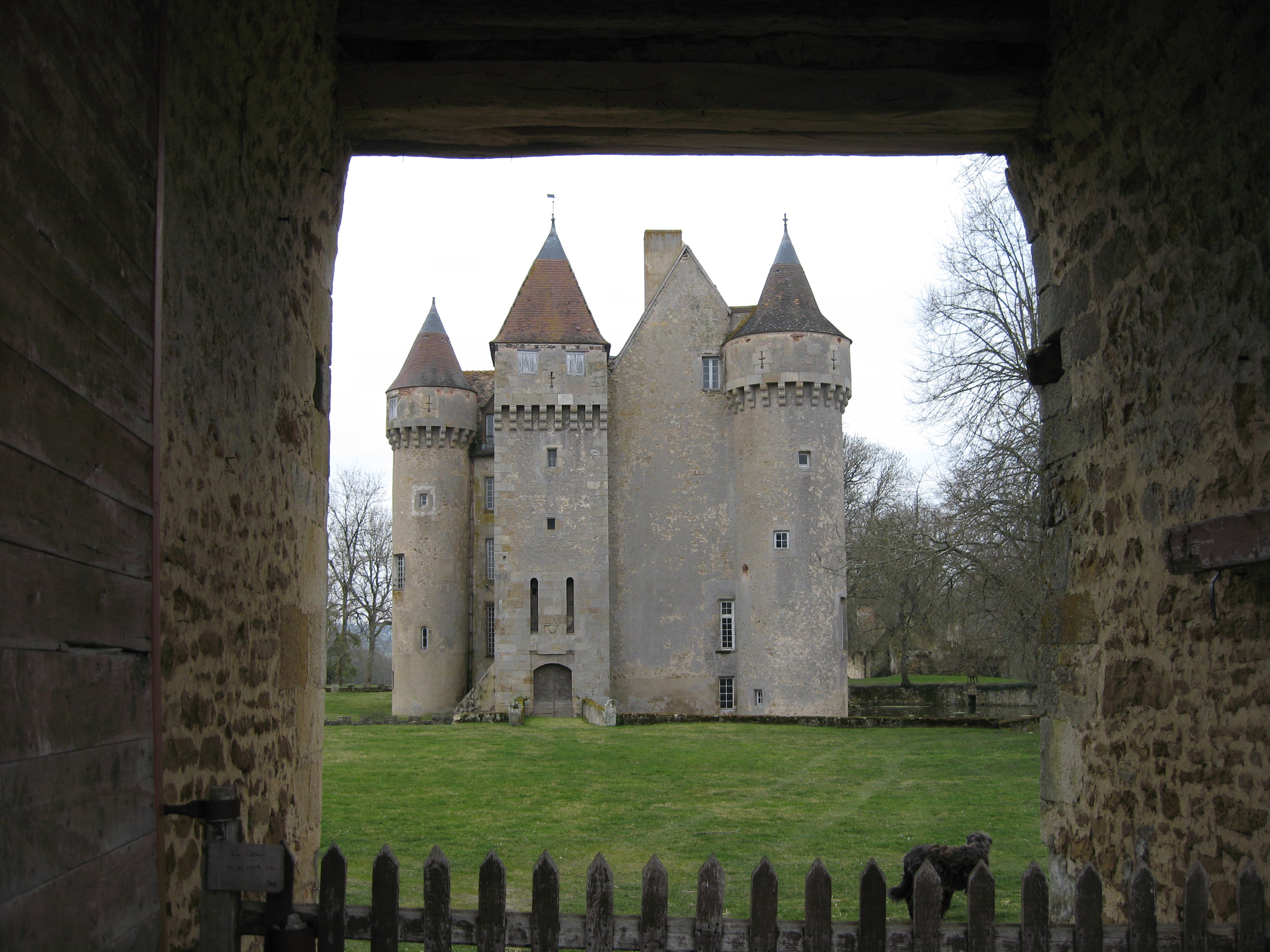
Вид комплекса со стороны каменной ограды